# Cyphocharax meniscaprorus
Cyphocharax meniscaprorus är en fiskart som beskrevs av Richard P. Vari 1992. Cyphocharax meniscaprorus ingår i släktet Cyphocharax och familjen Curimatidae. Inga underarter finns listade i Catalogue of Life.